# Illes Chincha
Les illes Chincha són un arxipèlag de tres petites illes ubicades a 21 km de la costa del sud-oest del Perú, país al qual pertanyen, prop de la ciutat de Pisco a la regió d'Ica. L'illa Chincha Norte té 1,3 km de llargada i 0,5 km. d'amplada. Té una altura màxima de 34 m. amb una superfície de 0,36 km². L'illa Chincha Centro té 0,40 km² i la Chincha Sur en té 0,16. Les illes es componen fonamentalment de granit i llurs costes són penya-segats sobre els quals niuen una gran quantitat d'aus marines.
Les illes foren la llar de la Cultura chincha, però només algunes restes poden trobar-s'hi avui dia. Perú començà l'exportació del guano el 1840 a Liverpool i als Estats Units el 1845. L'estat espanyol, que no havia reconegut la independència del Perú, no ho faria fins al 1879 i per no haver pagat Perú els seus deutes, ocupà les illes l'abril del 1864 començant així la Guerra hispanosudamericana (1864-1866).